# MG 131
La MG 131, abbreviazione del termine tedesco Maschinengewehr 131 ("Mitragliatrice 131") fu una mitragliatrice aeronautica tedesca, progettata nel 1938 dalla Rheinmetall-Borsig e prodotta dal 1940 al 1945.
Concepita come equipaggiamento degli aerei da caccia, in posizione fissa, come arma brandeggiabile azionata da un mitragliere in posizione eretta o comandata in remoto all'interno di barbette, fu la mitragliatrice pesante standard di velivoli della Luftwaffe durante la seconda guerra mondiale: i caccia Messerschmitt Bf 109 e Focke-Wulf Fw 190, lo zerstörer Messerschmitt Me 410 ed il bombardiere Junkers Ju 88.
Aveva un meccanismo di fuoco elettrico che gli consentiva di sparare attraverso il disco dell'elica con un minimo rallentamento della cadenza di tiro.
Era inoltre disponibile una versione binata indicata come MG 131 Z.

## Munizionamento
- APT (perforanti traccianti), velocità alla volata 710 m/s, massa del proiettile 38,5 grammi, energia munizione 9 700 J
- API (incendiarie perforanti), velocità alla volata, 710 m/s, massa del proiettile 38 grammi, energia munizione 9 580 J
- HEI-t (esplosive, incendiarie traccianti), con 1,4 grammi di PETN e 0,3 grammi di termite, 750 m/s, massa del proiettile 34 grammi, energia munizione 9 560 J